# Pacifigorgia senta
Pacifigorgia senta är en korallart som beskrevs av Breedy och Rafael Guzmán 2003. Pacifigorgia senta ingår i släktet Pacifigorgia och familjen Gorgoniidae. Inga underarter finns listade i Catalogue of Life.